# LORAN

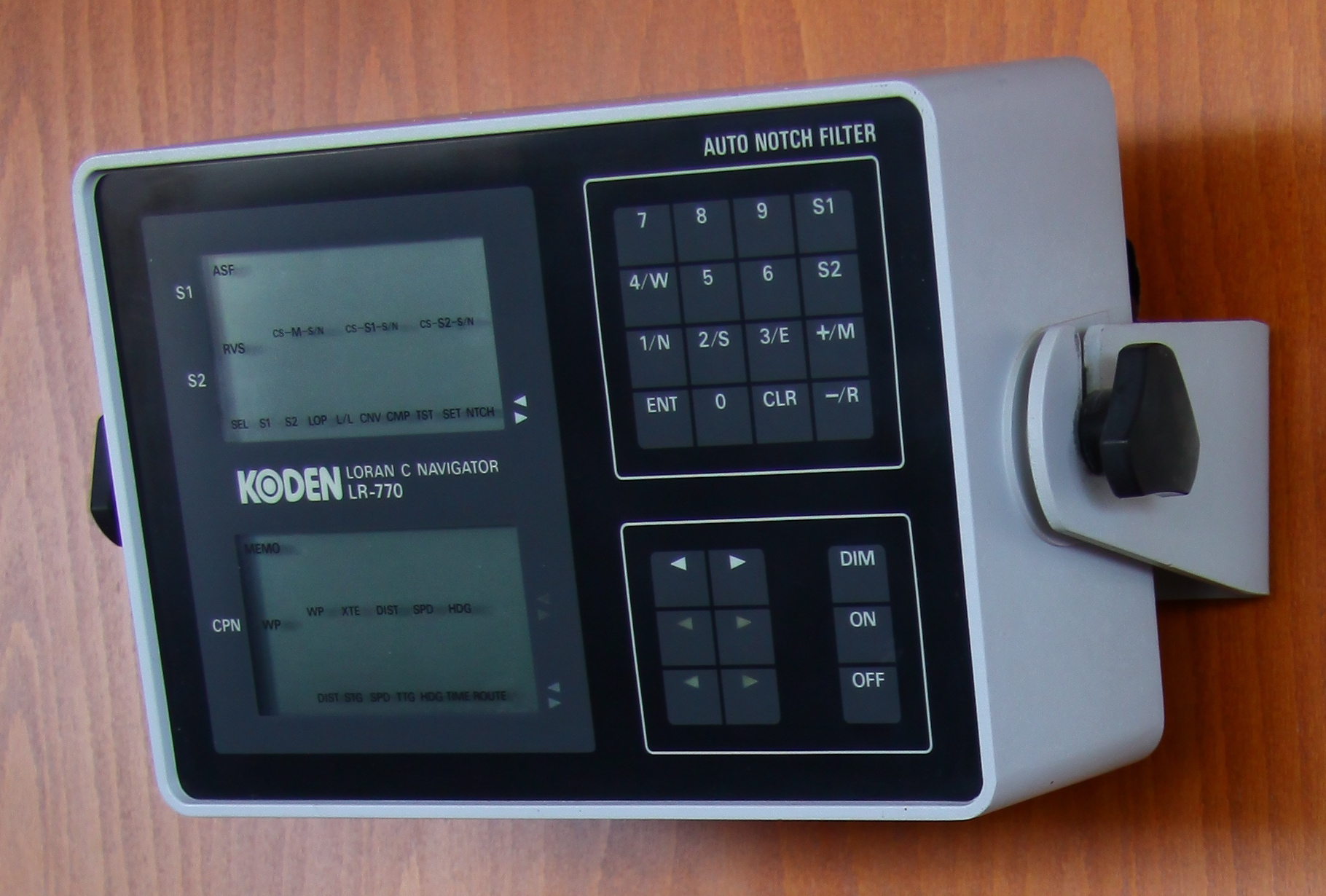
LORAN C LR-770

LORAN (LOng RAnge Navigation) byl pozemní rádiový navigační systém, určený především pro leteckou a námořní navigaci. Umožňoval určit polohu a rychlost dopravního prostředku pomocí přijímání středovlnných signálů (1,85 MHz až 1,95 MHz) ze synchronizovaných pozemních vysílačů (patří tedy mezi systémy hyperbolické navigace). Vznikl primárně pro potřeby amerického námořnictva, záhy však i letectva; dosah měl asi 2 400 km, přesnost určení polohy na desítky kilometrů. Rutinní provoz byl zahájen roku 1942, tato verze byla někdy označována jako LORAN A. 
Později vznikly další, zejména LORAN C, který umožňoval určit polohu s přesností na stovky metrů. Vysílače pracovaly v dlouhovlnném rozsahu 90 až 110 kHz a jejich výkon sahal od 100 kW až do megawattů, což vyžadovalo rozsáhlé anténní systémy. Nejpoužívanějším však zůstal LORAN A a to až do roku 1985, kdy byl LORAN vypnut (vyjma čínské obdoby, která byla funkční až do roku 2000). Jeho roli převzaly družicové navigační systémy (např. GPS, GLONASS)